# Palaunattskärra
Palaunattskärra(Caprimulgus phalaena) är en fågel i familjen nattskärror.

## Utbredning och systematik
Fågeln återfinns på Palauöarna. Tidigare betraktades den som en underart av orientnattskärra (C. indicus) och vissa gör det fortfarande.

## Status
Palaunattskärran har ett litet utbredningsområde och beståndet är begränsat, uppskattat till mellan 1000 och 2500 vuxna individer. Den tros dock inte minska i antal. IUCN kategoriserar arten som livskraftig.